# Жоель Кінью
Жоель Кінью (фр. Joël Quiniou, нар. 11 липня 1950) — футбольний арбітр з Франції. За свою кар'єру обслужив ряд матчів, в тому числі вісім ігор на чемпіонатах світу.

## Кар'єра
Відсудив у восьми матчах на чемпіонатах світу: один в 1986, три — у 1990 та чотири — у 1994. У своєму дебютному матчі на «мундіалях», на груповій стадії чемпіонату світу 1986 року Кінью вилучив гравця Уругваю Хосе Батістуа вже на першій хвилині матчу проти Шотландії, після його грубого підкату проти Гордона Стракана, встановивши рекорд з найшвидшого вилучення в історії Кубків світу.
Останнім матчем стала гра півфіналу чемпіонату світу 1994 року між Болгарією та Італією, де француз отримав критику за те, що кілька разів не призначив пенальті у ворота італійців, особливо коли в епізоді, коли Алессандро Костакурта зіграв рукою у своєму штрафному майданчику.

### Матчі чемпіонату світу
| Турнір | Дата      | Місце                            | Раунд              | Команда 1 | Результат | Команда 2      |   |   |   |
| ------ | --------- | -------------------------------- | ------------------ | --------- | --------- | -------------- | - | - | - |
| 1986   | 13 червня | Естадіо Неса 86, Несауалькойотль | Груповий етап      | Уругвай   | 0 — 0     | Шотландія      | 1 | 0 | 5 |
| 1990   | 19 червня | Олімпійський стадіон, Рим        | Груповий етап      | Італія    | 2 — 0     | Чехословаччина | 0 | 0 | 4 |
| 1990   | 24 червня | Делле Альпі, Турин               | 1/8 фіналу         | Бразилія  | 0 — 1     | Аргентина      | 1 | 0 | 5 |
| 1990   | 7 липня   | Стадіо Сан-Нікола, Барі          | Матч за 3-тє місце | Італія    | 2 — 1     | Англія         | 0 | 0 | 0 |
| 1994   | 24 червня | Сільвердом, Понтіак              | Груповий етап      | Швеція    | 3 — 1     | Росія          | 1 | 1 | 6 |
| 1994   | 27 червня | Котон Боул, Даллас               | Груповий етап      | Німеччина | 3 — 2     | Південна Корея | 0 | 0 | 4 |
| 1994   | 4 липня   | Стенфордський стадіон, Стенфорд  | 1/8 фіналу         | Бразилія  | 1 — 0     | США            | 2 | 1 | 7 |
| 1994   | 13 липня  | Джаєнтс Стедіум, Іст-Ратерфорд   | Півфінал           | Болгарія  | 1 — 2     | Італія         | 0 | 0 | 5 |